# Церква Різдва Пресвятої Богородиці (Чернігів)
Храм Різдва Пресвятої Богородиці — єдиний храм Української греко-католицької церкви у Чернігові. Храм розташований на території жіночого монастиря сестер Редемптористок (Місіонерок Найсвятішого Ізбавителя) за адресою вул. В'ячеслава Чорновола, 45.

## Будівництво та освячення церкви
17 листопада 2010 року до Чернігова приїхали Сестри Місіонерки Найсвятішого Ізбавителя (Редемптористки). Будівництво монастиря розпочалось восени 2011 року. У квітні 2012 року владика єпископ-помічник Київської Архиєпархії Йосиф Мілян освятив фундамент та наріжний камінь церкви.
Освячення церкви та монастиря відбулося 24 квітня 2014 року. Чин здійснив Глава УГКЦ Блаженніший Святослав Шевчук.
У жовтні 2015 року єпископ-помічник Київської Архиєпархії Йосиф Мілян освятив іконостас храму.
Ікони написані у класичному для Східного обряду стилі з використанням матеріалів природного походження у техніці чотириколір'я. Автор робіт — молодий іконописець Тарас Марків.

## Розпорядок богослужінь
У церкві щоденно відбуваються богослужіння.
| Дні тижня                     | Ранішні богослужіння                                   | Вечірні богослужіння                                                                                     |
| ----------------------------- | ------------------------------------------------------ | --- |
| Неділя                        | 7:45 - Утреня; 9.00 - Божественна Літургія             | 18.00 - Вечірня                                                                                          |
| Свята під час тижня           | 7:45 - Утреня; 9:00 - Літургія                         | 17:30 - Вечірня; 18:00 - Літургія                                                                        |
| Понеділок, четвер та п'ятниця | 7:30 - Утреня;                                         | 17:30 - Вечірня;18.00 - Літургія                                                                         |
| Вівторок                      | 6:45 - Утреня; 7:30 - Літургія                         | 17:30 - Вечірня та Вервиця за адресою: Любецька, 52 (Монастир отців Редемптористів)                      |
| Середа                        | 7.30 — Утреня                                          | 17.30 — Вечірня; 18.00 — Літургія та Молебень на оздоровлення до Бл. М. Чарнецького та В. Величковського |
| Субота                        | 7.45 — Утреня; 8.30 — Божественна Літургія (за упокій) | 18.00 — Вечірня                                                                                          |

## Громада церкви
У церкві збираються вірні чернігівської греко-католицької Парафії Святих Верховних Апостолів Петра і Павла. Громада була зареєстрована ще у 1992 році проте до цього часу усі богослужіння відбувались у приватному будинку, де проживають отці редемптористи (вул. Любецька 52).
При парафії проводиться навчання Закону Божого для дітей та дорослих, відбуваються зустрічі для молоді, спільні перегляди фільмів.
Діти та молодь традиційно долучаються до щорічного фестивалю вертепів «Колядує вся родина», беруть участь у різноманітних культурних подіях міста.
Священики та сестри-монахині опікуються ув'язненими жінками ЧВК № 44, щонеділі відвідують солдат строкової служби.

## Галерея

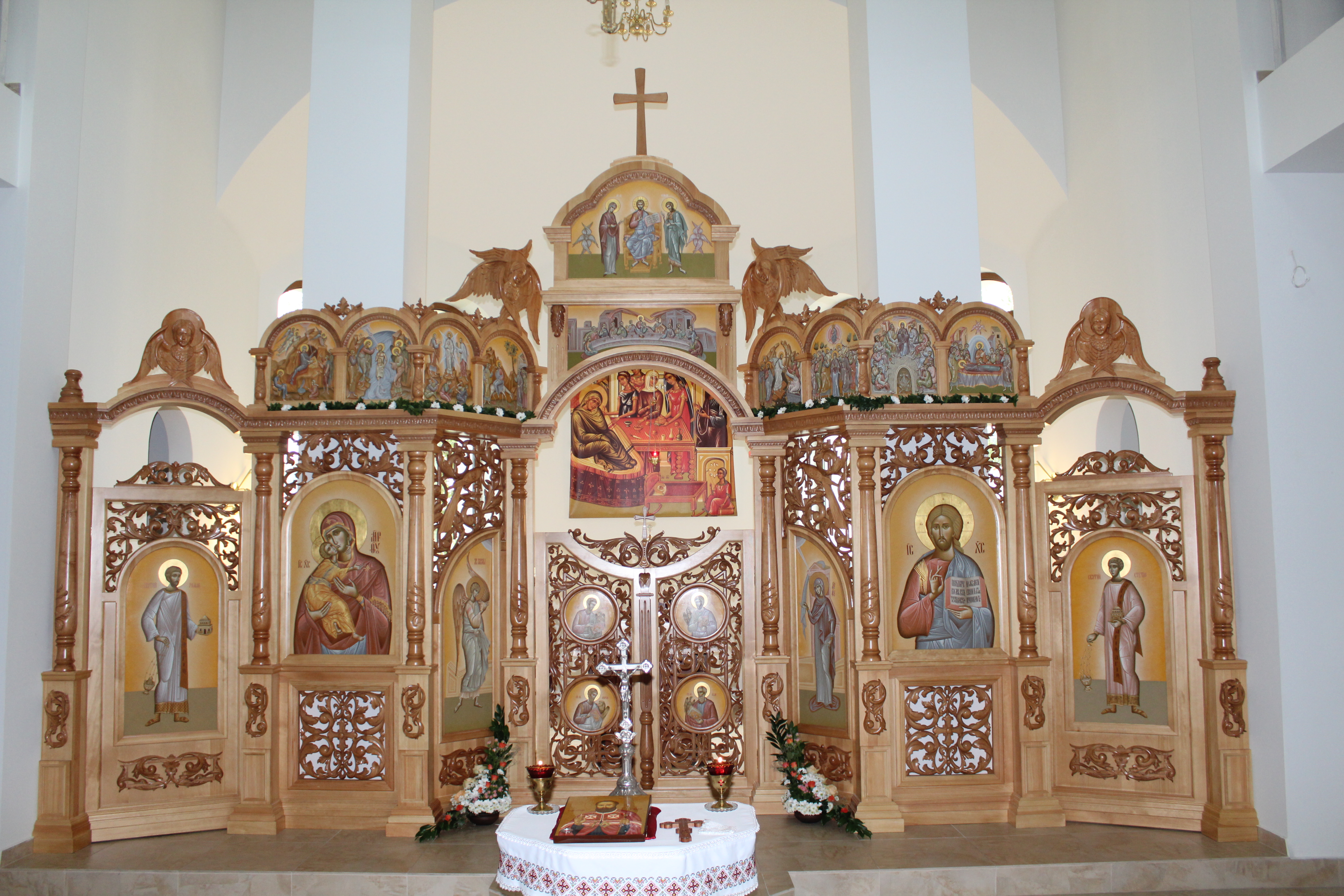
Іконостас храму Різдва Пресвятої Богородиці (Чернігів)
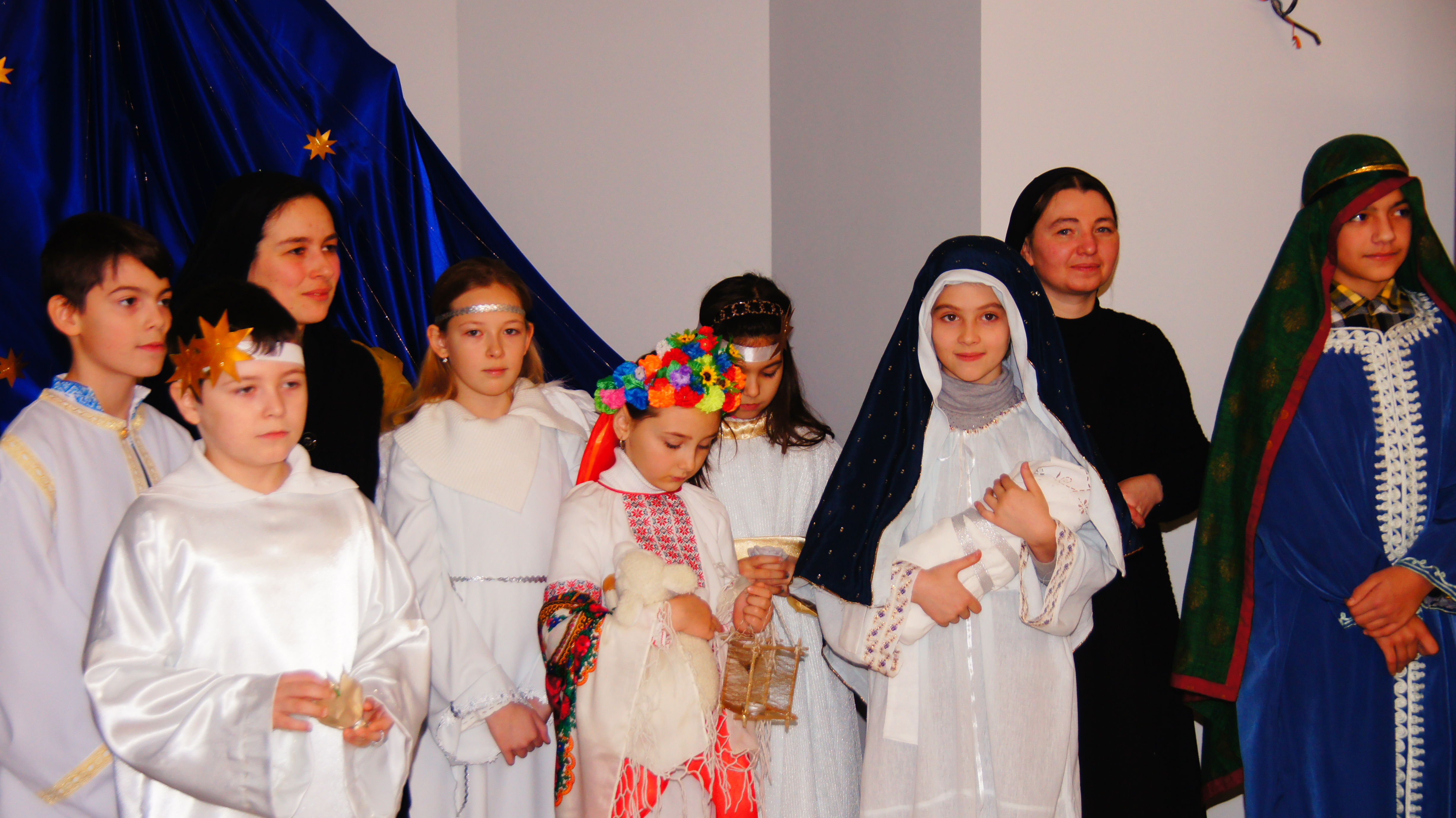
Учні недільної школи
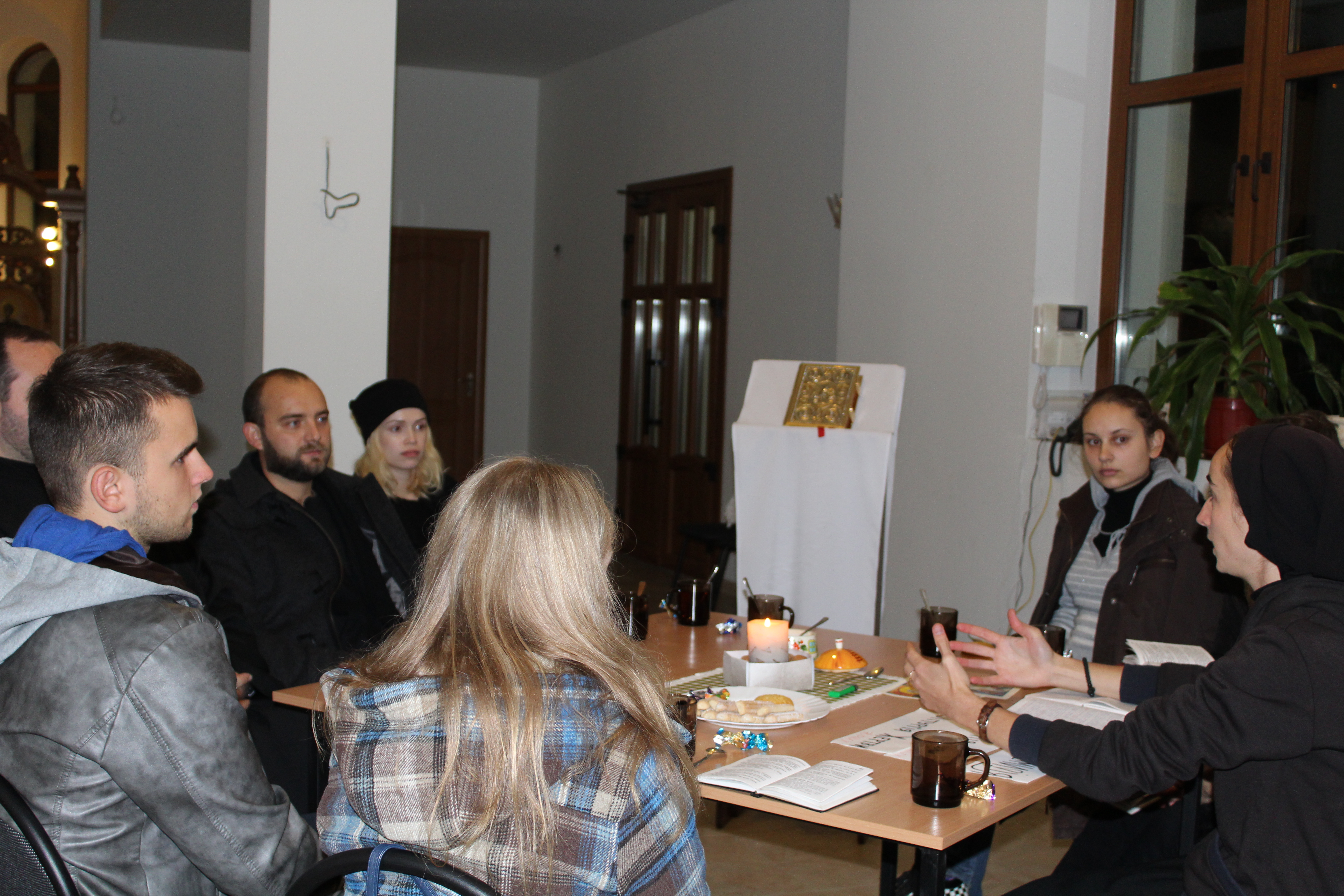
Молодіжні зустрічі
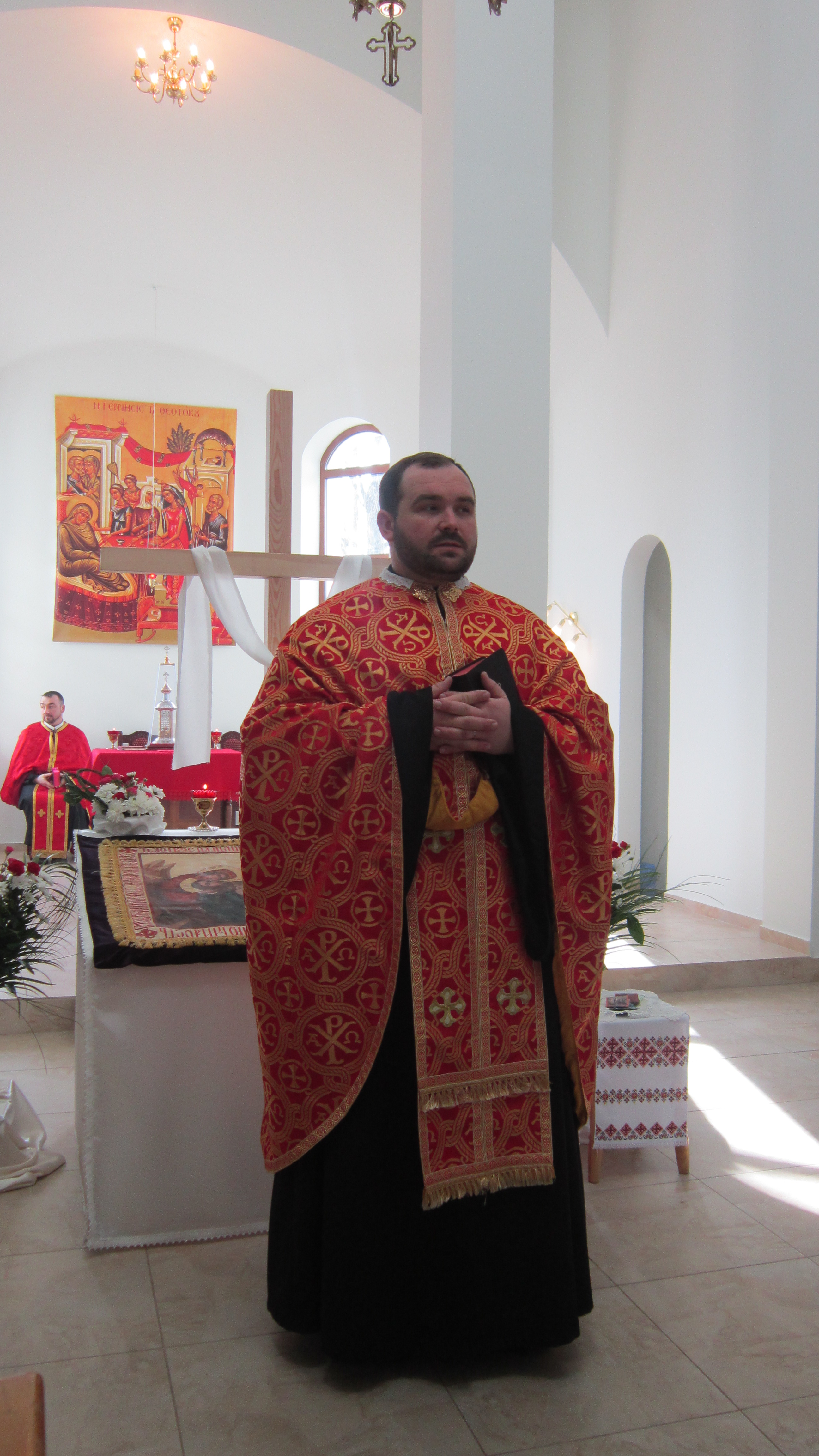
Отець Петро Лоза, редемпторист
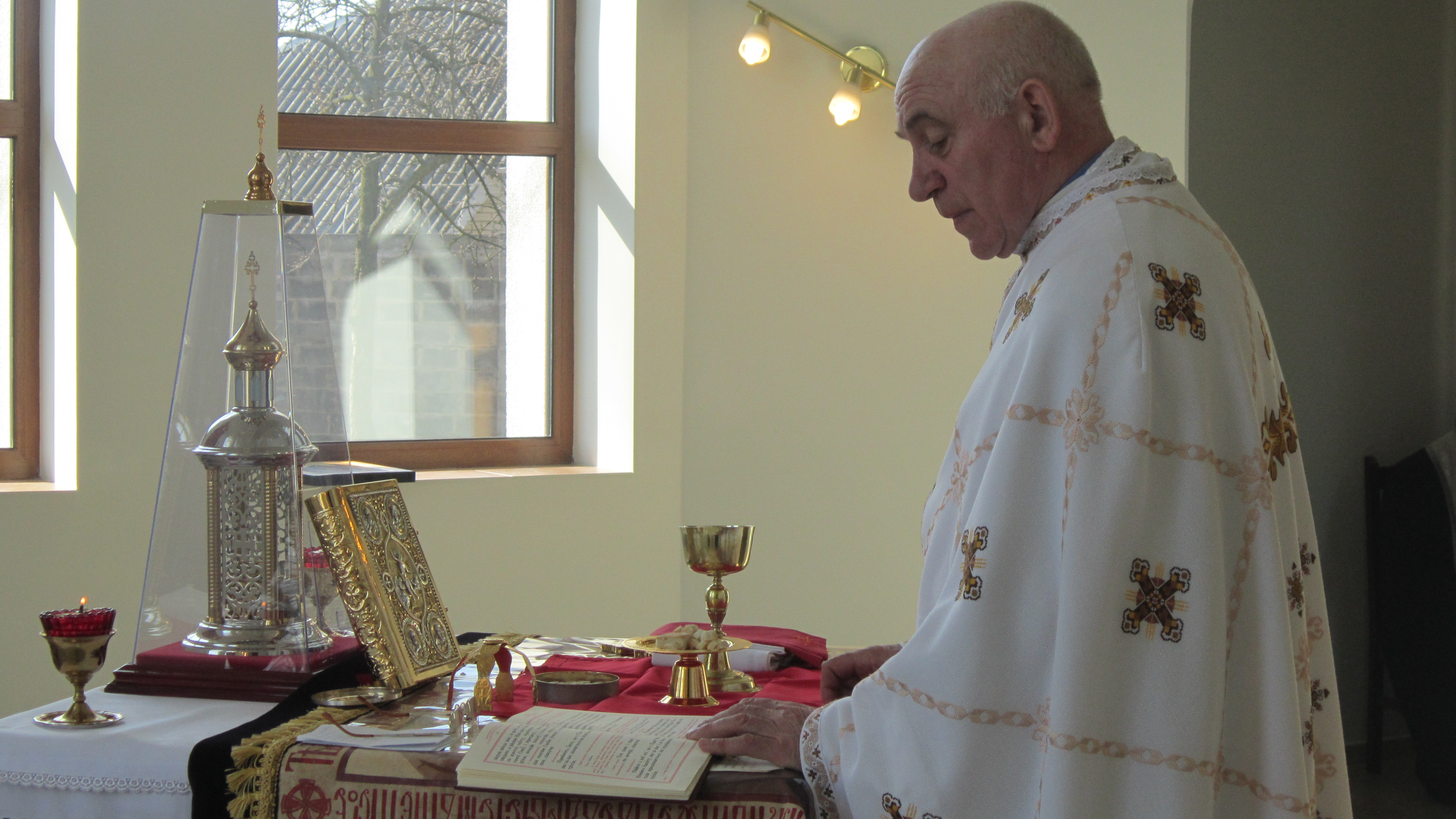
Отець Ігор Сподар, редемпторист